# Ligne 161 (chemin de fer slovaque)
 (signalé en août 2025).
Si vous disposez d'ouvrages ou d'articles de référence ou si vous connaissez des sites web de qualité traitant du thème abordé ici, merci de compléter l'article en donnant les références utiles à sa vérifiabilité et en les liant à la section « Notes et références ».
- Archive Wikiwix
- Bing
- Cairn
- DuckDuckGo
- E. Universalis
- Gallica
- Google
- G. Books
- G. News
- G. Scholar
- Persée
- Qwant
- (zh) Baidu
- (ru) Yandex
- (wd) trouver des œuvres sur Wikidata

Pour les articles homonymes, voir Ligne 161.
La ligne 161 relie les villes slovaques de Lučenec et Veľký Krtíšen passant sur le territoire hongrois.
La ligne n'est plus exploitée en service passager entre la Hongrie et Veľký Krtíš depuis 1er août 1992: